# Geolibertarianizm
Geolibertarianizm – odłam libertarianizmu, zaliczany do nurtu lewicowego libertarianizmu.
Co do kanonu wartości podzielanych z dominującym nurtem w libertarianizmie, to obejmuje on założenie, że jednostka ma wyłączne prawo do korzystania z owoców swojej pracy. W odróżnieniu od większości libertarian, geolibertarianie zwracają uwagę na to, że Ziemia stanowi wspólne dobro wszystkich ludzi i nie może być traktowana wyłącznie jako własność prywatna jednostki. Oznacza to, że jeśli ludzie chcą użytkować ziemię, to muszą zgodzić się na płacenie renty wspólnotom.
Geolibertarianie uważają, że własnością człowieka może być jedynie produkt jego pracy, nie zaś ziemia, która jest pierwotna w stosunku do człowieka i od niego niezależna.
Geolibertarianie-minarchiści z tego powodu akceptują jedyny podatek, którym jest podatek od wartości ziemi, płacony przez jednostki społeczności lokalnej. Henry George, twórca konceptu tego podatku wytworzył własną ideologie opartą na geolibertarianizmie, Georgizm.
Zwolennicy połączenia geolibertarianizmu z anarchokapitalizmem uważają, że ziemia powinna być dzierżawiona jednostkom przez lokalną społeczność, a cały dochód z owej opłaty powinien być wypłacany poszczególnym mieszkańcom w postaci dywidendy. Takie rozwiązania popiera również część geolibertarian-minarchistów.
Geolibertarianie inspirują się ideą georgizmu, ale elementy ich doktryny pochodzą również z pism Johna Locke’a, fizjokratów, Thomasa Jeffersona, Adama Smitha, Thomasa Paine’a, Jamesa Milla, Davida Ricardo, Johna Stuarta Milla oraz Herberta Spencera. Przykładem elementów poglądów geolibertariańskich u tych myślicieli jest stwierdzenie Paine’a, że „Ziemia nie została urobiona rękami jednej osoby, ale jest stale poprawiana przez społeczności; nie jest ona ziemią i tylko ziemią, poddaną prywatnej własności. Każdy natomiast, kto się uważa za posiadacza części ziemi, winien jest zapłacić czynsz dzierżawny tym, którzy ziemię dzierżą – społeczności”.